# Otaimont
Otaimont est un hameau de la commune et ville belge de Malmedy située en Région wallonne dans la province de Liège. 
Avant la fusion des communes de 1977, Otaimont faisait déjà partie de la commune de Malmedy

## Situation
Situé à environ 3 km au sud du centre de Malmedy au sommet d'une colline couverte de prairies (altitude avoisinant les 450 m), le hameau d'Otaimont compte une dizaine d'habitations bâties le long d'une seule rue grimpant depuis Falize implanté à moins d'1 km. Le hameau se prolonge à l'est par le hameau de Xhurdebise.